# Provincie Lugo
Provincie Lugo (španělsky i galicijsky Provincia de Lugo) je jednou ze čtyř provincií Galicie. Zaujímá severovýchodní část Galicie v sousedství s Asturií a Leónem. Na severu je ohraničena Atlantikem. Oblast je převážně kopcovitá až hornatá; největší řekou je Miño, tekoucí do Portugalska.
V rámci Galicie je Lugo provincií s největší rozlohou (9856 km²), avšak nejméně zalidněnou (326 000 obyvatel v roce 2021; 356 600 obyvatel v roce 2006). Hlavním a největším městem je Lugo (94 000 obyvatel). Dalším významným městem je železniční uzel Monforte de Lemos či přímořské Viveiro.

## Znak provincie
Děleno, 1) v modrém zlatý kalich, převýšený stříbrnou svátostí ve zlatých paprscích, provázená dvěma stříbrným adorujícími anděly na stříbrných oblacích; 2) v modrém zlatá věž s cimbuřím, červenými okny a střežená dvěma lvy ze stejného kovu s červenými jazyky. Stříbrný okraj štítu s nápisem černými literami: "Hoc hic mysterium fidel firmiter profitemur". Klenot: koruna markýze.
Používáno od roku 1870. Schváleno na plenárním zasedání 2. srpna 1958 a pozměněno 29. července 1985. Dnešní verze přijata dekretem Galicijské junty (autonomní vlády) z 3. dubna 1986.
Popis a grafické provedení dle nařízení o korporativní identitě, Boletín Oficial de la diputación de Lugo nº 288, z 18. 12. 2006: Děleno, 1) v modrém zlatý kalich, převýšený stříbrnou svátostí ve zlatých paprscích, provázená dvěma stříbrným adorujícími anděly na stříbrných oblacích; 2) v červeném stříbrná věž s věžičkou o jednom patře, s modrými okny a provázená dvěma zlatými přivrácenými lvy. Jako klenot uzavřená královská koruna... "

## Největší města
| Obec                 | Obyvatel |
| -------------------- | -------- |
| 1. Lugo              | 96 678   |
| 2. Monforte de Lemos | 19 546   |
| 3. Viveiro           | 16 238   |
| 4. Vilalba           | 15 437   |
| 5. Sarria            | 13 508   |
| 6. Ribadeo           | 9 983    |
| 7. Foz               | 9 970    |
| 8. Burela            | 9 381    |
| 9. Chantada          | 9 014    |
| 10. Guitiriz         | 5 896    |